# Ernst Ludwig al II-lea, Duce de Saxa-Meiningen
Ernst Ludwig II, Duce de Saxa-Meiningen (8 august 1709 – 24 februarie 1729), a fost Duce de Saxa-Meiningen.

## Biografie
A fost al treilea fiu însă al doilea fiu supraviețuitor al lui Ernst Ludwig I, Duce de Saxa-Meiningen și a primei soții a acestuia, Dorothea Marie de Saxa-Gotha. Decesul fratelui său mai mare Josef Bernhard (22 martie 1724) l-a transformat în moștenitor al ducatului de Saxa-Meiningen. Când tatăl său a murit șapte luni mai târziu (24 noiembrie 1724), Ernst Ludwig - în vârstă de cincisprezece ani- a moștenit ducatul împreună cu fratele său mai mic, Karl Frederick.
Pentru că cei doi prinți erau minori, unchii lor Frederik Wilhelm și Anton Ulrich au fost regenți până în 1733. Ernst Ludwig a murit după cinci ani, la numai 19 ani ani și a fost succedat de fratele său, Karl Frederick.